# El derecho a la felicidad
El derecho a la felicidad es una película en blanco y negro de Argentina dirigida por Carlos Rinaldi sobre su propio guion escrito en colaboración con Ulyses Petit de Murat según la obra teatral Cuatro paredes y un techo, de Reneé Lew y Carlos De Marzi que se estrenó el 1 de agosto de 1968 y que tuvo como protagonistas a Ubaldo Martínez, María Luisa Robledo, Enzo Viena y María Aurelia Bisutti.

## Sinopsis
Las tres hijas de un matrimonio maduro y sus problemas con los respectivos novios.

## Reparto
- Ubaldo Martínez …Don Andrés
- María Luisa Robledo
- Enzo Viena …Luis
- María Aurelia Bisutti …Lina
- Juan Carlos Altavista … Julio
- Yayi Cristal
- Federico Luppi
- Irma Roy
- Osvaldo Pacheco … Raúl
- Silvia Balán …Nené
- Rodolfo Crespi
- Roberto Goyeneche
- Berta Castelar

## Comentarios
Clarín dijo:

”Sin rebuscamientos formales de manera directa… Hay comicidad y ternura en numerosas escenas que ofrecen chances de lucimiento a los artistas.”

En La Prensa escribió F.T.P.:

”Sólo es de lamentar la chatura general del diálogo.”

Por su parte, Manrupe y Portela escriben:

”Un tema en extremo sombrío tratado como comedia de happy end.”